# Jacek Libicki
Jacek Libicki, né le 28 septembre 1934 à Cracovie dans une famille de la noblesse polonaise (blason Jelita (pl)) et mort le 22 février 2021, est un géologue et homme d'affaires polonais.

## Biographie
Après une scolarité au lycée Karol Marcinkowski de Poznań achevée en 1951, en plein stalinisme, Jacek Libicki doit quitter Poznań où il ne peut être accepté à l'université en raison de ses « origines de classe » et part étudier la géologie à l'Université de Wrocław après une année de travail manuel dans la distillerie d'une exploitation agricole d'État (PGR Gościerzyn dans le district de Wolsztyn).
Son diplôme obtenu en 1957, il commence à travailler pour la Coopérative de ressources minérales et met en service la première mine de jade de Pologne. Il obtient son doctorat (en hydrogéologie) à l'École des mines et de la métallurgie de Cracovie, et il assure des cours à la faculté de génie civil de l'École polytechnique de Wrocław.  Il gravit parallèlement les échelons du Bureau de projets miniers de Basse-Silésie (Dolnośląskie Biuro Projektów Górniczych we Wrocławiu (pl)) (à partir de 1971 POLTEGOR), dont il devient directeur général. En 1981, il construit pour son entreprise la première grande tour de bureaux de Wrocław. Il devient président de l'entreprise, restructurée et privatisée, en 1992. 
Il est l’auteur de deux monographies et de plus de 50 articles concernant notamment l'extraction de lignite et la protection de l'environnement dans les mines à ciel ouvert. Ces travaux ont été publiés, entre autres, aux États-Unis, en Angleterre, en Espagne, en Inde, en Chine, en Australie, en République tchèque et en Hongrie. 
Il a été vice-président de l'International Mine Water Association (en) (INWA) et est toujours membre du conseil exécutif de cet organisme basé en Espagne. Il a représenté la Pologne au groupe d'experts sur les mines à ciel ouvert à la Commission économique des Nations unies pour l'Europe à Genève. Il a organisé ou pris une part active à plus de 50 conférences internationales en Pologne et à l’étranger. Il a écrit ou coordonné une douzaine de projets de recherche pour l'Agence américaine de protection de l'environnement. Il a planifié la reconstruction de deux mines à ciel ouvert en Chine. 
Francophone, il est le premier consul honoraire de France à Wrocław (1993-2003). Il est aussi vice-président de la Chambre de commerce de Basse-Silésie, et président du Rotary-Club de Wrocław.

## Famille
Jacek Libicki est le petit-fils de Stanisław Libicki (pl), président de la société de crédit à Varsovie, exilé en Sibérie en 1905, commandeur de l'Ordre Polonia Restituta. Son père est Janusz Libicki (pl), avocat, professeur à l'Université de Poznań, officier de l'armée polonaise assassiné en 1940 à Katyń. Il a pour frère l'homme politique Marcin Libicki, député de 1991 à 2004, membre du Parlement européen de 2004 à 2009 et pour neveu Jan Filip Libicki, historien et homme politique, parlementaire polonais.